# 苏珊·查普曼
苏珊·查普曼-波帕（英語：Susan Chapman-Popa，1962年9月17日—），澳大利亚女子赛艇运动员。她曾代表澳大利亚参加1984年夏季奥林匹克运动会赛艇比赛，获得女子四人单桨有舵手铜牌。

## 家庭
丈夫扬·波帕，女儿罗斯玛丽·波帕。